# Varese Football Club 1962-1963
Questa pagina raccoglie le informazioni riguardanti il Varese Football Club nelle competizioni ufficiali della stagione 1962-1963.

## Rosa
| N. |                   | Ruolo | Calciatore          |
| -- | ----------------- | ----- | ------------------- |
|    | Italia (bandiera) | C     | Giancarlo Beltrami  |
|    | Italia (bandiera) | D     | Gianfranco Cozzi    |
|    | Italia (bandiera) | D     | Renzo De Conti      |
|    | Italia (bandiera) | D     | Pier Luigi Del Bene |
|    | Italia (bandiera) | P     | Antonio Lonardi     |
|    | Italia (bandiera) | C     | Oscar Lorenzi       |
|    | Italia (bandiera) | A     | Cesare Maggioni     |
|    | Italia (bandiera) | A     | Giuseppe Marchioro  |
|    | Italia (bandiera) | D     | Ernesto Marcolini   |

| N. |                   | Ruolo | Calciatore          |
| -- | ----------------- | ----- | ------------------- |
|    | Italia (bandiera) | C     | Giancarlo Mezzalira |
|    | Italia (bandiera) | A     | Angelo Montenovo    |
|    | Italia (bandiera) | D     | Luigi Ossola        |
|    | Italia (bandiera) | A     | Mario Pasquina      |
|    | Italia (bandiera) | C     | Gianpaolo Rebecchi  |
|    | Italia (bandiera) | A     | Aldo Silva          |
|    | Italia (bandiera) | D     | Gastone Tellini     |
|    | Italia (bandiera) | C     | Angelo Volpato      |